# Kamakura
Kamakura (japánul 鎌倉市, Kamakura-si) partmenti város a Japánban, a Kantó régió Kanagava prefektúrájában. Tokiótól, az ország fővárosától 50 kilométerre fekszik déli irányban. A városi rangot 1939. november 3-án kapta meg. Az 1250-es években egyes modern becslések szerint a világ negyedik legnépesebb városa volt több mint 200 000 lakossal. 2008. május 1-jén a város népessége 173 575 fő, a népsűrűség 4 380 fő/km² volt. A település teljes területe 39,6 km².

## Természetföldrajz
Északról, keletről és nyugatról hegyek határolja, déli része a Szagami-öböl felé nyitott. A számos alagút és hegyi út megépítése előtt, amelyek ma Fudzsiszava, Ófuna és Dzusi városaival kötik össze, Kamakura hét hegyi ösvényen keresztül volt megközelíthető. Ezeket Kamakura hét szájának ((鎌倉七口) nevezték. Minamoto no Joritomo a kedvező földrajzi fekvése miatt is ezt a várost választotta székhelyének.
A várostól északra magasodik a Mt. Gendzsi ((源氏山) (92 m, északkeleten és keleten a Mt. Rokkokuken (六国見) (147 m), a Mt. Taihei (大平山) (159 m), a Mt. Tendai (天台山) (141 m) és a Mt. Kinubari (衣張山) (120 m) található. A hegyek alacsonyak ugyan, de meredekségük miatt gyakran Kamakurai Alpoknak is nevezik őket.
Közigazgatásilag északon Jokohama, keleten Dzusi és nyugaton Fudzsiszava határolja.

## Népesség
| Lakosok száma | 174 314 | 173 019 | 172 929 |
|               | 2010    | 2015    | 2020    |

## Történelem
Kamakura akkor vált Japán politikai központjává, amikor Minamoto no Joritomo ezt a várost választotta új feudális katonai kormányzatának székhelyévé 1192-ben. A Kamakura-kor több évszázadig tartott, először Minamoto sógun, később a Hódzsó család régensei kormányzása alatt.
Miután a 14. században elbukott a Kamakura sógunátus és az Asikaga sógunátus az új központot Kiotóba helyezte, Kamakura még néhány évtizedre Kelet-Japán politikai központja maradt, mielőtt elvesztette ezt a státuszt más városok javára.

## Nevezetességek
- Haszedera
- Az óriás Budda (Amitábha)
- Júiga part
- Meigecuin
- Tókeidzsi
- Kencsódzsi
- Dzaimokudza part
- Motó Hacsiman szentély
- Csósódzi
- Kuhondzsi
- Anjóin
- Ankokurondzsi
- Curugaoka Hacsiman szentély
- Ófuna kannon

## Testvérvárosok
- Asikaga, Japán
- Hagi, Japán
- Ueda, Japán
- Tunhuang, Kína
- Nizza, Franciaország